# Fédération canadienne des enseignantes et des enseignants
La Fédération canadienne des enseignantes et des enseignants (FCE), ou Canadian Teachers' Federation (CTF) en anglais, est une alliance d'organisations syndicales d'enseignants canadiens. Elle a été fondée en 1920. La FCE est membre de l'Internationale de l’éducation, fédération syndicale mondiale de la profession enseignante.
La FCE représente environ 200 000 enseignantes et enseignants des établissements élémentaires et secondaires au Canada.

## Membres
La FCE compte parmi ses organisations membres :
- l'Association des enseignantes et des enseignants francophones du Nouveau-Brunswick,
- l'Association des enseignantes et des enseignants franco-ontariens,
- l'Alberta Teachers' Association,
- la Fédération des enseignantes et des enseignants de l'élémentaire de l'Ontario,
- la Nunavut Teachers' Association,
- la Manitoba Teachers' Society,
- la New Brunswick Teachers' Association,
- la Newfoundland and Labrador Teachers' Association,
- la Nova Scotia Teachers Union,
- la Northwest Territories Teachers' Association,
- l'Ontario English Catholic Teachers' Association,
- la Prince Edward Island Teachers' Federation,
- l'Association provinciale des enseignantes et enseignants du Québec,
- la Fédération des enseignantes et des enseignants de la Saskatchewan,
- l'Association des enseignantes et des enseignants du Yukon,
- la Fédération des enseignantes et des enseignants de la Colombie-Britannique,
- le Syndicat des enseignantes et des enseignants du programme francophone de la Colombie-Britannique.